# Blangy-sous-Poix
 Blangy-sous-Poix  es una comuna y población de Francia, en la región de Picardía, departamento de Somme, en el distrito de Amiens y cantón de Poix-de-Picardie.
Su población en el censo de 1999 era de 158 habitantes.
Está integrada en la Communauté de communes du Sud-Ouest Amiénois .

## Demografía
| 132 | 159 | 146 | 160 | 141 | 158 |
| Para los censos de 1962 a 1999 la población legal corresponde a la población sin duplicidades (Fuente: INSEE [Consultar]) |     |     |     |     |     |